# منطقه فسیلی سپاهان
منطقه فسیلی سپاهان یک اثر طبیعی ملی ایران است که در استان اصفهان در ایران قرار دارد. این اثر طبیعی ملی طبق مصوبهٔ شمارهٔ ۵۶۵ در تاریخ ۹۴/۱۲/۲۴ در فهرست مناطق تحت حفاظت سازمان محیط زیست ایران قرار گرفت.